# 1963 (комикс)
1963 — ограниченная серия комиксов, написанная Аланом Муром в 1993 году. В работе над комиксом были также привлечены иллюстраторы Стив Биссетте, Джон Тотлебен, и Рик Веитч, которые имели опыт сотрудничества с Муром, а также Дэйв Гиббонс, Дон Симпсон и Джим Валентино. Серия была опубликована издательством Image Comics.
Все шесть выпусков серии были стилизованы под американские комиксы Серебряного века (в частности под первые комиксы издательства Marvel).

## Персонажи
- Первый выпуск представляет команду под названием Mystery Incorporated, в которую входят Кристальный человек, Неоновая королева, Кид Динамо и Плэнет. Команда супергероев является ничем иным как аллюзией на Фантастическую Четвёрку Стэна Ли и её героев (Мистера Фантастику, Невидимую Леди, Человека-Факела и Существо, соответственно).